# El Dorado nemzetközi repülőtér
Az El Dorado nemzetközi repülőtér (spanyolul Aeropuerto Internacional El Dorado) (IATA: BOG, ICAO: SKBO) egy nemzetközi repülőtér Kolumbiában Bogotá közelében. A légikikötő 1959-ben nyílt meg. Éves utasforgalma 22 091 102 fő (2021).

## Légitársaságok és úticélok
2023-ban a El Dorado nemzetközi repülőtérről az alábbi járatok indulnak:
| Légitársaság             | Célállomások |
| ------------------------ | --- |
| Aerolíneas Argentinas    | Buenos Aires–Aeroparque |
| Aerolíneas Estelar       | Caracas |
| Aeroméxico               | Mexico City |
| Air Canada               | Montréal–Trudeau, Toronto–Pearson |
| Air Europa               | Madrid |
| Air France               | Párizs-Charles de Gaulle repülőtér |
| American Airlines        | Dallas/Fort Worth, Miami |
| Arajet                   | Santo Domingo–Las Américas |
| Avianca                  | Armenia, Aruba, Asunción, Barcelona, Barranquilla, Belo Horizonte–Confins, Boston, Bucaramanga, Buenos Aires–Ezeiza, Cali, Cancún, Caracas, Cartagena, Cúcuta, Curaçao, Cuzco, Florencia, Fort Lauderdale, Guatemala City, La Paz, Leticia, Lima, London–Heathrow, Los Angeles, Madrid, Manaus, Manizales, Medellín–JMC, Mexico City, Miami, Montería, Montevideo, München (felfüggesztve), Neiva, New York–JFK, Orlando, Panama City–Tocumen, Pasto, Pereira, Popayán, Punta Cana, Quito, Rio de Janeiro–Galeão, Riohacha, San Andrés, San Juan, San Salvador, Santa Marta, Santiago de Chile, Santo Domingo–Las Américas, São Paulo–Guarulhos, Sincelejo, Tegucigalpa/Comayagua, Toronto–Pearson, Valledupar, Villavicencio, Washington–Dulles, Yopal |
| Avianca Costa Rica       | San José de Costa Rica–Juan Santamaría |
| Avianca Ecuador          | Aruba, Guayaquil, Panama City–Tocumen, Quito, Santa Cruz de la Sierra–Viru Viru |
| Avianca El Salvador      | San Salvador |
| Avianca Express          | Armenia, Barrancabermeja, Corozal, Florencia, Ibagué, Manizales, Neiva, Popayán, Tumaco, Villavicencio, Yopal |
| Copa Airlines            | Panama City–Tocumen |
| Delta Air Lines          | Atlanta, New York–JFK |
| EasyFly                  | Arauca, Armenia, Barrancabermeja, Buenaventura, Florencia, Manizales, Neiva, Pereira, Popayán, Puerto Asís, Puerto Inírida, Quibdó, San José del Guaviare, Tumaco, Yopal |
| Iberia                   | Madrid |
| JetBlue                  | Fort Lauderdale, Orlando |
| JetSmart Chile           | Santiago de Chile |
| KLM                      | Amszterdam |
| LATAM Brasil             | São Paulo–Guarulhos |
| LATAM Chile              | Miami, Santiago de Chile |
| LATAM Colombia           | Armenia, Barranquilla, Bucaramanga, Cali, Cartagena, Cúcuta, Leticia, Medellín–JMC, Miami, Montería, Neiva, Pasto, Pereira, San Andrés Island, Santa Marta, Yopal |
| LATAM Ecuador            | Quito |
| LATAM Perú               | Lima |
| Lufthansa                | Frankfurt |
| Plus Ultra Líneas Aéreas | Madrid |
| SATENA                   | Aguachica, Apartadó, Arauca, Buenaventura, Caracas, Florencia, Ipiales, La Macarena, Medellín–Olaya Herrera, Mitú, Pitalito, Puerto Asís, Puerto Carreño, Puerto Inírida, Puerto Leguízamo, Quibdó, San José del Guaviare, San Vicente del Caguan, Saravena, Sincelejo, Tame, Tolú, Tumaco, Villagarzon, Villavicencio |
| Sky Airline              | Santiago de Chile |
| Spirit Airlines          | Fort Lauderdale, Miami, Orlando |
| Turkish Airlines         | IsztambulSablon:Ref |
| Turpial Airlines         | Caracas |
| Ultra Air                | Cali, Cartagena, Medellín–JMC, San Andrés Island, Santa Marta |
| United Airlines          | Houston–Intercontinental, Newark |
| VivaAerobús              | Cancún, Guadalajara, Mexico City |
| Viva Air Colombia        | Barranquilla, Bucaramanga, Buenos Aires–Ezeiza, Cali, Cartagena, Cúcuta, Lima, Medellín–JMC, Montería, Pereira, Riohacha, San Andrés Island, Santa Marta |
| Viva Air Perú            | Lima |
| Volaris                  | Cancún, Mexico City |
| Volaris Costa Rica       | San José de Costa Rica–Juan Santamaría |
| Wingo                    | Armenia, Aruba, Cali, Cancún, Cartagena, Curaçao, Guayaquil, Lima, Havana, Medellín–JMC, Mexico City, Panama City–Tocumen, Punta Cana, Quito, San José de Costa Rica–Juan Santamaría, Santa Marta, Santo Domingo–Las Américas |

## Forgalom
Az utasforgalom az elmúlt években az alábbi módon változott:
| Utasok száma | 10 023 541 | 11 831 153 | 13 456 331 | 18 934 203 | 22 525 873 | 27 430 266 | 29 956 551 | 32 716 468 | 10 816 372 | 36 478 591 |
|              | 2004       | 2006       | 2008       | 2010       | 2012       | 2014       | 2016       | 2018       | 2020       | 2022       |

## Kifutópályák
A repülőtér futópályái:
- 13R/31L (3800 m, 45 m, aszfaltbeton)
- 13L/31R (3800 m, 45 m, aszfaltbeton)